# Charles Harrison Brown
Charles Harrison Brown (* 22. Oktober 1920 in Coweta, Wagoner County, Oklahoma; † 10. Juni 2003 in Henderson, Nevada) war ein US-amerikanischer Politiker. Zwischen 1957 und 1961 vertrat er den Bundesstaat Missouri im US-Repräsentantenhaus.

## Werdegang
Charles Brown besuchte die öffentlichen Schulen in Humansville und Republic (Missouri) sowie danach die High School in Springfield. Später absolvierte er noch das Drury College in Springfield und bis 1939 die George Washington University in der Bundeshauptstadt Washington. Seit 1937 war er im Radiogeschäft tätig. In den Jahren 1937 und 1938 fungierte er als Programmdirektor eines Senders in Springfield, bei dem er zuvor als 16-Jähriger als Sprecher gearbeitet hatte. 1940 war er in der Missouri Conservation Commission für die Öffentlichkeitsarbeit im Rundfunk zuständig. In den Jahren 1943 und 1945 arbeitete er für eine Werbeagentur in St. Louis. Brown war auch Gründer und Leiter der Brown Radio-TV Productions, Inc. in Springfield, womit er auch in das Fernsehgeschäft einstieg. Außerdem war er Partner der Brown Brothers Advertising Agency, die Niederlassungen in Nashville, St. Louis und Springfield unterhielt.
Politisch war Brown Mitglied der Demokratischen Partei. Zwischen 1956 und 1964 war er Delegierter zu allen Democratic National Conventions und auch auf den regionalen demokratischen Parteitagen in Missouri. Bei den Kongresswahlen des Jahres 1956 wurde er im siebten Wahlbezirk seines Staates in das US-Repräsentantenhaus in Washington gewählt, wo er am 3. Januar 1957 die Nachfolge von Dewey Jackson Short antrat, den er bei der Wahl geschlagen hatte. Nach einer Wiederwahl konnte er bis zum 3. Januar 1961 zwei Legislaturperioden im Kongress absolvieren. Diese waren von den Ereignissen des Kalten Krieges und der Bürgerrechtsbewegung bestimmt.
Im Jahr 1960 unterlag Brown dem Republikaner Durward Gorham Hall. Bis heute ist er der letzte Demokrat, der den siebten Distrikt von Missouri im Kongress vertrat; seit 1960 wurden dort nur Republikaner in das US-Repräsentantenhaus gewählt. Nach seinem Ausscheiden aus dem Kongress arbeitete Brown als Berater für Öffentlichkeitsarbeit in Washington und Los Angeles. Von 1973 bis 1979 war er auch als Senior Vice President im Vorstand einer Ölraffinerie in Los Angeles. Charles Brown starb am 10. Juni 2003 in Henderson.